# باول غودارد (ممثل)
باول غودارد (بالإنجليزية: Paul Goddard)‏ هو ممثل أسترالي، ولد في 18 أكتوبر 1962 في ريدنغ في المملكة المتحدة.

## أعمال

### أفلام
- (1995) بيبي[6]
- (1999) ذا ماتريكس[7][8][9]

## وصلات خارجية
- باول غودارد على موقع IMDb (الإنجليزية)
- باول غودارد على موقع ألو سيني (الفرنسية)
- باول غودارد على موقع أول موفي (الإنجليزية)
- باول غودارد على موقع قاعدة بيانات الأفلام السويدية (السويدية)
- باول غودارد على موقع قاعدة بيانات الفيلم (الإنجليزية)
- باول غودارد على موقع كينوبويسك (الروسية)